# Юлиус фон Липе-Бистерфелд
Юлиус Петер Херман Август фон Липе-Бистерфелд (на немски: Julius Peter Hermann August Graf zur Lippe-Biesterfeld; * 2 април 1812 в Оберкасел при Бон/ или в Кьолн; † 17 май 1884 в Баден-Баден) от линията Липе-Бистерфелд на фамилията Липе е граф и господар на Липе-Бистерфелд (1840 – 1884).

## Произход
Той е вторият син (петото дете) на граф Вилхелм Ернст фон Липе-Бистерфелд (1777 – 1840) и съпугата му Доротея Кристиана Модеста фон Унру (1781 – 1854), дъщеря на генерал-лейтенант Карл Филип фон Унру (1731 – 1805) и Елизабет Хенриета Доротея фон Камеке (1745 – 1782). Внук е на граф Карл Ернст Казимир фон Липе-Бистерфелд (1735 – 1810) и Фердинанда фон Бентхайм-Текленбург-Реда (1737 – 1779). Братята му са неженените графове Паул Карл (1808 – 1836), Херман (1818 – 1877, Ню Йорк) и Леополд (1821 – 1872).
Юлиус фон Липе-Бистерфелд умира на 17 май 1884 г. на 72 години в Баден-Баден.

## Фамилия
Юлиус фон Липе-Бистерфелд се жени на 30 април 1839 г. в Кастел за графиня Аделхайд Клотилда Августа фон Кастел-Кастел (* 18 юни 1818, Кастел; † 11 юли 1900, Детмолд), внучка на граф Албрехт Фридрих Карл фон Кастел-Кастел (1766 – 1810), дъщеря на граф Фридрих Лудвиг Хайнрих фон Кастел-Кастел (1791 – 1875) и принцеса Емилия Фридерика Кристиана фон Хоенлое-Лангенбург (1793 – 1859). Те имат 14 деца:
- Ернст Казимир (* 20 март 1840, Оберкасел; † 28 март 1840, Оберкасел)
- Емилия Амелия Модеста Ернестина Бернхардинеа (* 1 февруари 1841, Оберкасел; † 11 февруари 1892, Фарлар), омъжена на 18 юни 1864 г. в дворец Нойдорф за княз Ото I фон Залм-Хорстмар (* 8 февруари 1833, Коезфелд; † 15 декември 1892, Фарлар)
- Ернст фон Липе-Бистерфелд (* 9 юни 1842, Оберкасел при Бон; † 26 септември 1904 в ловния дворец Лопсхорн), граф и господар на Липе-Бистерфелд (1884 – 1904), глава на рода и регент на Княжеството Липе (1897 – 1904), женен на 16 септември 1869 г. в Нойдорф за графиня Каролина фон Вартенслебен (* 6 април 1844, Манхайм; † 10 юли 1905, Детмолд)
- Адалберт Райнхард Леополд Карл Хайнрих Клодевиг (* 15 октомври 1843, Оберкасел; † 2 декември 1890, Оберкасел)
- Агнес Ида Матилда Феодоровна Доротея (* 7 декември 1844, Оберкасел; † 10 януари 1890, Оберкасел)
- Леополд Карл Хайнрих Георг Фридрих Густав (* 12 май 1846, Оберкасел; † 18 януари 1908, Хайделберг), женен на 7 април 1894 г. в Тамзел за графиня Фрида фон Шверин (* 6 юли 1867, Тамзел; † 10 март 1945, Вайсер Хирш при Дрезден)
- Симон Казимир Ото Фердинанд Филип Адолф Константин (* 5 октомври 1847, Оберкасел; † 16 февруари 1880)
- Оскар Карл Йохан (* 18 декември 1848, Оберкасел; † 17 януари 1849, Оберкасел)
- Йохана Емилия Елиза Амалия Леополдина Йозефина (* 6 март 1851, Оберкасел; † 31 януари 1859, Нойдорф)
- Фридрих Карл Оскар Хайнрих (* 10 май 1852, Мехерних; † 15 август 1892, Оберкасел), женен на 10 октомври 1882 г. в Трифенщайн ам Майн за принцеса Мария фон Льовенщайн-Вертхайм-Фройденберг (* 14 декември 1861, Кройцвертхайм; † 26 април 1941, Бюдинген)
- Елизабет Доротея Каролина Густава Ида Клотилда (* 25 септември 1853, Оберкасел; † 24 януари 1859, Нойдорф)
- Рудолф Волфганг Лудвиг Ернст Леополд (* 27 април 1856, Нойдорф; † 21 юни 1931, Дрогелвиц при Вайшолц), женен на 2 ноември 1889 г. в Дрезден за принцеса Луиза фон Ардек (* 12 декември 1868, Лангензелболд; † 21 ноември 1959, Висбаден)
- Фридрих Вилхелм Франц Юлиус Лудвиг Каликст (* 16 юли 1858, Нойдорф; † 6 август 1914, убит при Лиеж), генерал-майор, женен на 10 януари 1895 г. в Меерхолц за графиня Гизела фон Изенбург-Бюдинген-Меерхолц (* 27 май 1871, Меерхолц; † 22 юни 1964, Гелнхаузен), внучка на 2. княз Ернст Казимир II фон Изенбург и Бюдинген
- Фридрих Карл Леополд Хайнрих Виктор (* 19 юни 1861, Нойдорф; † 1 април 1901, Давос)